# Fort Cavazos

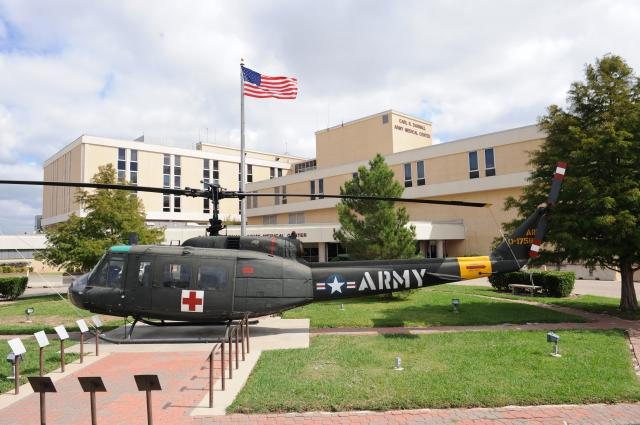
Fort Hood Hospital

Lage von Fort Hood

Fort Cavazos (bis zum Jahr 2023: Fort Hood) ist mit 880 Quadratkilometern Grundfläche eine der größten Militärbasen der US Army. Die Basis liegt etwa im Zentrum des Bundesstaates Texas ungefähr  zwischen den Städten Waco und Austin bei Killeen in Bell County und Coryell County.
Die Basis wurde 1942 als Stützpunkt für US-Truppen im Zweiten Weltkrieg gegründet, benannt wurde die Basis zunächst nach dem General der Konföderierten Armee John Bell Hood. Zurzeit sind ca. 45.000 Soldaten auf der Basis permanent stationiert. Der Stützpunkt ist gemeinsam mit Fort Bragg der größte der US-Army und war vor dem Fall der UdSSR der größte Militärstützpunkt der westlichen Welt.
In Fort Cavazos sind die 1. US-Kavalleriedivision, sowie das III. US-Korps mit Unterstützungseinheiten stationiert. Der Stützpunktkommandant ist derzeit (2023)  Generalleutnant Sean Bernabe.
Am 25. Mai 2022 gab die Naming Commission bekannt, dass Fort Hood in Fort Cavazos umbenannt werden soll, zu Ehren des im Koreakrieg eingesetzten Viersterne-Generals Richard E. Cavazos (1929–2017), dem Bruder des ehemaligen US-Bildungsministers Lauro Cavazos. Die entsprechende Anordnung wurde am 6. Oktober 2022 von US-Verteidigungsminister Lloyd Austin unterzeichnet. Die Namensänderung wurde am 9. Mai 2023 in einer Zeremonie feierlich vollzogen und galt effektiv nach einer halbjährigen Übergangszeit zum 1. Januar 2024.

## Stationierte Einheiten
III. US-Korps
- 1. US-Kavalleriedivision

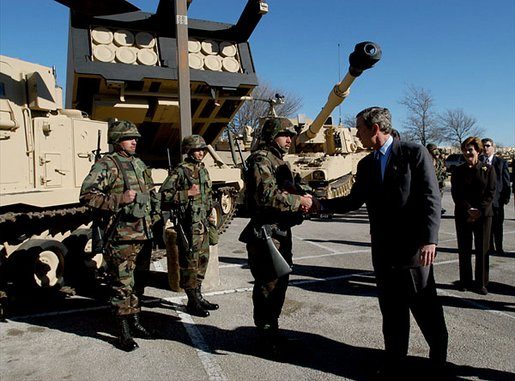
US-Präsident G. W. Bush bei einem Besuch in Fort Hood

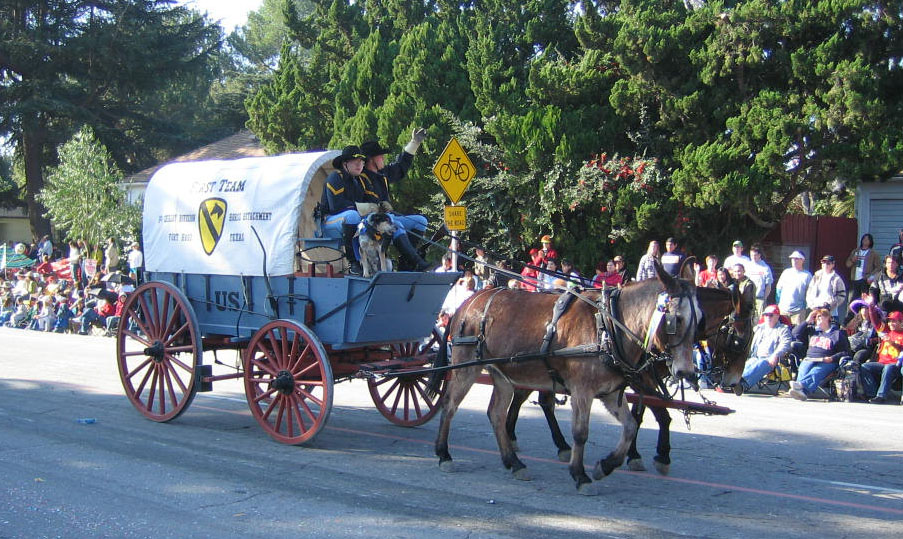
Teile der 1. US-Kavalleriedivision bei der Rose Parade, 2007

  - 1. Heavy Brigade Combat Team (HBCT) (schwere Brigade)
  - 2. Heavy Brigade Combat Team (HBCT) (schwere Brigade)
  - 3. Heavy Brigade Combat Team (HBCT) (schwere Brigade)
  - 4. Heavy Brigade Combat Team (HBCT) (schwere Brigade)
  - Heeresflieger-Brigade, 1. Kavalleriedivision
- 13. Logistikkommando
  - 1. Medizinbrigade
  - 4. Logistikbrigade
- 3. Gepanzertes Kavallerie-Regiment
- 36. Pionierbrigade
- 41. Artilleriebrigade
- 48. ABC-Abwehrbrigade
- 69. Luftabwehrbrigade
- 89. Militärpolizeibrigade
- 504. Gefechtsfeldüberwachungsbrigade

## Angebundene militärische Einrichtungen
- Hood Army Airfield
- Western Training Area
- Carl R. Darnall Army Medical Center

## Luftverlegungs- und Einschiffungssammelpunkte
- Robert Gray Army Airfield
- Port of Beaumont, TX

## Zwischenfälle

### Amoklauf 2009
Am 5. November 2009 gegen 13:30h Ortszeit, 20:30h MEZ, kam es auf dem Stützpunkt zu einem Amoklauf. Der Täter, der für einen Afghanistan-Einsatz vorgesehene Militärpsychologe Nidal Malik Hasan, stürzte schwerbewaffnet mit dem Ruf „Allahu akbar“ in eine Sanitätsstation auf dem Gelände, tötete mit mehreren Schusswaffen 13 Menschen und verletzte 31 zum Teil schwer. Es gelang Polizisten, ihm eine Schussverletzung zuzufügen, sodass er verhaftet werden konnte.
Am 23. August 2013 wurde Hasan in allen Anklagepunkten von einer Geschworenenjury schuldig gesprochen. Am 28. August 2013 wurde das Todesurteil bekannt gegeben.

### Schießerei 2014
Am 2. April 2014 wurden im Verlauf einer Schießerei mindestens vier Personen getötet, darunter der Täter selbst, und 16 weitere verletzt. Der Militärstützpunkt wurde daraufhin vorübergehend geschlossen. Der Schütze, ein Soldat namens Ivan Lopez, richtete sich selbst. Die Tat wird als „Vorfall unter Soldaten“ geführt, ein terroristischer Hintergrund wird nach derzeitigem Ermittlungsstand ausgeschlossen.

## Persönlichkeiten
- Paul E. Funk II (* 1962), Viersterne-General der United States Army, hier geboren
- Rachel Arthur (* 1994), deutsch-US-amerikanische Basketballspielerin
- Serena Bruin (* 1998), Volleyballspielerin